# Свињиште (Кичево)
Свињиште (мкд. Свињиште) је насеље у Северној Македонији, у западном делу државе. Свињиште припада општини Кичево.

## Географија
Насеље Свињиште је смештено у западном делу Северне Македоније. Од најближег већег града, Кичева, насеље је удаљено 12 km јужно.
Свињиште припада историјској области Доња Копачка. Село је положено у долини невелике Беличке реке, која се улива у реку Треску на северу. Југозападно се изидже Илинска планина, а источно планина Баба Сач. Надморска висина насеља је приближно 690 метара.
Клима у насељу је континентална.

## Становништво
Свињиште је према последњем попису из 2002. године имало 57 становника.
Већинско становништво су етнички Македонци (100%).
Претежна вероисповест месног становништва је православље.